# Wien Veterinærmedicinske Universitet
Wien Veterinærmedicinske Universitet (tysk: Veterinärmedizinische Universität Wien) er et universitet for veterinærmedicin i den østrigske hovedstad Wien grundlagt i 1765.

## Historie
Universitetet blev oprettet i 1765 som det første af sin slags i den tysktalende verden af Maria Theresia som Lehrschule zur Heilung der Viehkrankheiten (Læreanstalt for helbredelse af Kvægsygdomme). I 1795 blev den anført som Militair-Thierarzneyschule (Militær-Dyrlægeskole).
Efter i 38 år at have været underlagt Wien Universitet, kom skolen igen under krigsministeriet i perioden 1850 til 1920 som Militär-Tierarzneiinstitut (Militær-dyrlægeinstitut). Mellem 1897 og 1905 gik det under navnet K.u.k. Militär-Tierarzneiinstitut und Tierärztliche Hochschule. I 1905 blev et militærveterinært akademi grundlagt i Wien.
Retten til at benytte doktorgraden (Dr. medicinae veterinariae) blev i 1908 anerkendt.

## Organisation
I dag har universitetet 7 departementer og 2 forskningsinstitutter.